# Tess Daly

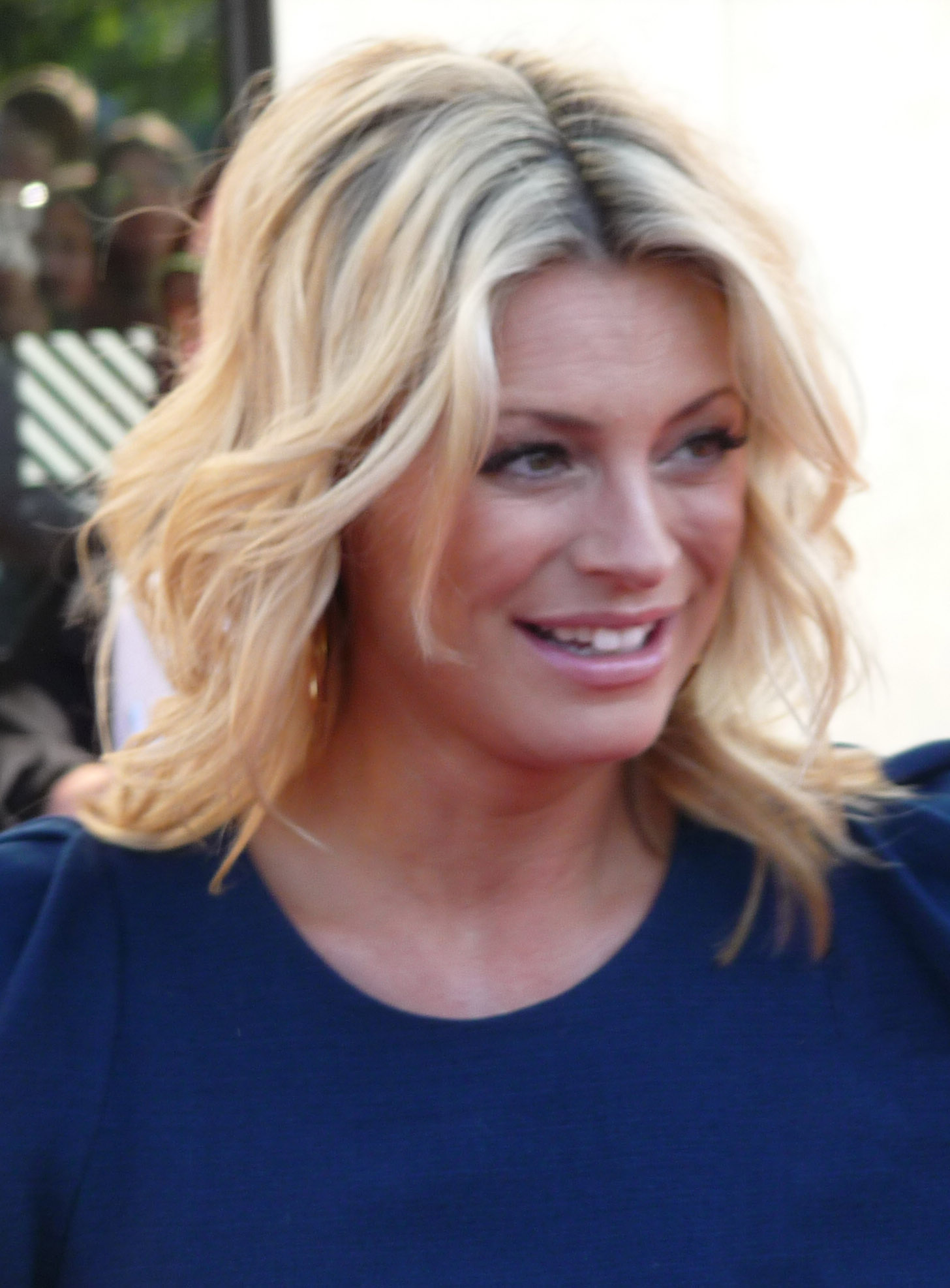
Tess Daly (2009)

Helen Elizabeth „Tess“ Daly (* 29. März 1969 in Stockport, Cheshire) ist eine britische Fernsehmoderatorin und ehemaliges Model.

## Leben und Karriere
Tess Daly wuchs zusammen mit ihrer jüngeren Schwester als Tochter des Fabrikarbeiters Felix James Daly (1932–2003) und seiner Ehefrau Sylvia Daly (geb. Bradley) in Birch Vale in der englischen Grafschaft Derbyshire auf. Ihre Familie hat zum Teil irische Wurzeln.
1987 wurde die damals 18-jährige Daly von einem Agenten zufällig entdeckt, als sie in einer McDonald’s-Filiale in Manchester auf ihre Schwester wartete. Da es bereits ein Model mit dem Namen Helen Daly gab änderte sie ihren Vornamen kurzerhand in Tess um, allerdings nie urkundlich. Als Model war die 1,75 m große Daly bis zum Ende der 1990er-Jahre erfolgreich tätig. Während dieser Zeit lebte sie abwechselnd in London, Paris und New York City. Sie trat in den Musikvideos zu Serious und Violence of Summer von Duran Duran und Sweet Harmony von The Beloved auf.
Seit Anfang der 2000er-Jahre ist Daly vor allem als BBC-Moderatorin tätig, wo sie im Laufe der Jahre zahlreiche Sendungen und Quizshows moderierte. Ab 2003 war sie eine von drei Moderatoren der Tanzshow Strictly Come Dancing; seit 2014 ist sie die Hauptmoderatorin der Show. Seit 2008 moderiert sie zudem den jährlich stattfindenden BBC-Spendenmarathon Children in Need. 2011 veröffentlichte sie den Roman The Camera Never Lies, eine Liebesgeschichte.
Daly ist seit September 2003 mit dem Radio-Moderator Vernon Kay verheiratet und hat mit ihm zwei Töchter (* 2004 und * 2009).